# Nice Challenge
Nice Challenge – cykl niestandardowych zawodów organizowanych przez promotorów z firmy Nice Polska. W 2014 roku firma Nice została sponsorem tytularnym Nice 1. Ligi Żużlowej. Wtedy też rozpoczęła się historia cyklu turniejów dla młodzieżowców z serii Nice Cup. W latach 2017–2019 zawodnicy w Nice Cup startowali na podstawionych bezpłatnie przez organizatorów silnikach Jawa 500cc za pośrednictwem firmy Promex

## Idea zawodów
Formuła zawodów ma na celu zapewnienie żużlowcom rywalizację w jak najbardziej porównywalnych warunkach sprzętowych. Dwie godziny przed rozpoczęciem treningu każdy z zawodników otrzymuje bezpłatnie dwuzaworowy silnik Jawa 500cc, oponę DeliTire oraz olej Fuchs Silkolene. Po dwóch godzinach odbywa się trening, a następnie zawody, w których startuje 12 zawodników. Po serii zasadniczej odbywają się dwa półfinały i wielki finał. Zwycięzca wielkiego finału staje się jednocześnie wygranym całych zawodów.

## Historia
W październiku 2018 roku formuła, do tej pory przeznaczona tylko dla zawodników młodzieżowych, została sprawdzona w turnieju dla seniorów zorganizowanym z okazji zakończenia kariery przez Mariusza Puszakowskiego. W zawodach najlepszy okazał się Antonio Lindbaeck, który w finale pokonał Krzysztofa Buczkowskiego i Krzysztofa Jabłońskiego. Nowa inicjatywa w sporcie żużlowym spotkała się z dużym zainteresowaniem wszystkich zawodników.
W 2019 roku Nice Challenge składał się z 3 rund zorganizowanych w Wielkiej Brytanii, na Łotwie oraz w Polsce.
W 2021 roku rywalizacja zmieniła swoje oblicze i zawodnicy rywalizowali w formule międzynarodowego meczu Nice Team – Czechy. W składzie Nice Team znaleźli się najlepsi zawodnicy z cyklu Nice Cup 2021. Mecz zakończył się remisem 45:45. W biegu finałowym dla najlepszych zawodników triumfował Łotysz, Andžejs Ļebedevs.

## Zwycięzcy Nice Challenge
- 2018 (Toruń) – Antonio Lindbäck[6]
- 2019 (Isle of Wight) – Steve Worrall[7]
- 2019 (Daugavpils) – Ernests Matjuszonoks[8]
- 2019 (Tarnów) – Ernest Koza[9]
- 2021 (Pardubice) – Andžejs Ļebedevs[10]